# ルーミヤナ・スラバコーヴァ
ルーミヤナ・スラバコーヴァ （ブルガリア語：РумянаСлабакова）は、第二言語習得（SLA）の理論、特に意味論の習得、および言語の教育と学習に対するその教育的示唆を専門とする言語学者である。

## 来歴
スラバコーヴァはブルガリアのヴァルナで生まれ、ソフィア大学で英語哲学の「Kliment Ohridski」を取得し、英語の言語学と教育心理学を専門としている。 彼女はブルガリアが独立した地区としての地位を確立していた時期に、ヴァルナで第二言語として英語を教えるのに数年を費やした。その後、マギル大学で博士課程に進み、生成的第二言語習得を確立した言語学者のリディア・ホワイトの指導を受けた。 論文は、アスペクトの獲得に関するもので、アスペクトの意味論と統語論（中でもテリシティ）の最近の発展を総合して書かれている。Slabakovaは、彼女の結果が当時存在していたSLAの理論のいずれかをサポートするかどうかを調べるために、ヴァルナでESL学習者を含む多くの実験を実施した。 彼女はスラブ語とゲルマン語のアスペクトについて広範囲に出版を重ね、SLAと統語－意味インターフェイスの両方に貢献した    。マギル大学を卒業した彼女は、アイオワ大学に15年間在籍した。  彼女はアイオワで同僚でありメンターであるWilliam Daviesの研究に対する態度と進め方に大きな影響を受けたと述べている 。

## 研究
キャリアにおいて、スラバコーヴァは、純粋に意味論的または純粋に統語論的なものから機能的な形態論まで、幅広いトピックに取り組んだ。実際、第二言語習得に関する彼女の著名な「ボトルネック仮説」は、機能的形態素が習得プロセスの最も難しい部分であると仮定しています。 スラバコーヴァは、ボトルネック仮説に取り組んでいる2008年の本で、学習者が新しく取得した単語や文からどのように意味を習得するかを探っている 。
スラバコーヴァは、第三言語習得（TLA）の分野にも顕著な貢献をしてきた。とりわけ彼女はこの分野でMarit Westergaardと協力して、習得プロセスにおける普遍文法に対するアクセス可能性を調査した 。 2017年には、目標言語習得の発達段階において、事前に学習した言語が転移プロセスに影響を持つとするScalpel Modelを提案した。 このモデルは学際的なものであり、（例えばFlynnのCEMモデルとは異なり）その予測力や記述力は神経生物学や実験心理学の知見に依るところが大きいと指摘されている。

## 現在の貢献
スラバコーヴァはこれまで、多くの査読付きジャーナルに寄稿してきた。2010年には学生のジェイソンロスマンとLinguistic Approaches to Bilingualismを共同設立し、また第二言語習得分野のトップクラスのジャーナルの1つである第二言語研究誌（Second Language Research）の共同編集者を務めている。また博士課程の顧問であるリディア・ホワイトとともに、ジョン・ベンジャミンズの言語習得と言語障害シリーズの共同編集者でもある。 2021年3月の時点で、彼女はGoogleScholarで10,100を超える引用を持っており、彼女のh指数は35である。  2020年に、彼女はSLAの生得性に焦点を当てた新しいテキストを出版した。 

## 代表的な論文
- - Montrul, Silvina, and Roumyana Slabakova. "Competence similarities between native and near-native speakers: An investigation of the preterite-imperfect contrast in Spanish." Studies in second language acquisition (2003): 351-398.[14]
  - Slabakova, Roumyana. "Is there a critical period for semantics?." Second Language Research 22.3 (2006): 302-338.[15]
  - Slabakova, Roumyana. "What is easy and what is hard to acquire in a second language." Contemporary approaches to second language acquisition 9.5 (2013).[16]
  - Slabakova, Roumyana, Paula Kempchinsky, and Jason Rothman. "Clitic-doubled left dislocation and focus fronting in L2 Spanish: A case of successful acquisition at the syntax–discourse interface." Second Language Research 28.3 (2012): 319-343.[17]
  - Slabakova, Roumyana. "Recent research on the acquisition of aspect: an embarrassment of riches?." Second Language Research 18.2 (2002): 172-188.[18]
  - Slabakova, Roumyana. "Semantic evidence for functional categories in interlanguage grammars." Second Language Research 19.1 (2003): 42-75.[19]